# Mihalina Mihály
Mihalina Mihály (szlovákul: Michal Michalina, ukránul: Михайло Михайлович Михалина, Mihajlo Mihajlovics Mihalina, lengyelül: Mychajło Mychałyna, oroszul: Михаил Михайлович Михалина, Mihail Mihajlovics Mihalina, angolul: Mykhaylo Mykhalyna) (Poroskő, Ungi zsupa, Csehszlovákia (jelenleg Ukrajnához tartozik), 1924. március 15. – Ungvár, Kárpátalja, Ukrajna, 1998. augusztus 30.) csehszlovák, magyar, ukrán és szovjet bal oldali hátvéd és középpályás labdarúgó, labdarúgóedző és sportvezető. Szovjet sportmester (1952), a Gyinamo Kijev első érdemes sportmestereinek egyike, és ezt a magas kormányelismerést ő vehette át első sportolóként Kárpátalján (1955). Nemzeti labdarúgó-válogatott tagjaként barátságos mérkőzéseken néhányszor képviselte Ukrajnát és részt vett a Szovjetunió «B» válogatott-csapatában is.

## Pályafutása

### Játékosként
A pályafutását a csehszlovák labdarúgó-bajnokság szlovák csoportjában részt vevő SK Rusj Užhorod (1938) és az SK Rusj Ungvár név alatt a magyar NB II-ben 1939–1943 között szereplő ifjúsági csapatokban kezdte, majd az 1943/1944-es szezonban már oszlopos tagja volt az ungvári felnőttcsapatnak. Később őt megbízták a Gyinamo Uzsgorod szervezésével és a játékos-edzői teendők ellátásával (1945), egy év múlva pedig átkerült az Szpartak Uszgorod ukrán másodosztályú csapathoz, amely akkor megszerezte az első országos bajnoki címet (1946). 1948 novemberében átigazolt a Gyinamo Kijevhez, amelynek 1952-től kezdődően néhány éven keresztül csapatkapitánya is volt. 1952-ben őt felvették a 33 legjobb szovjet labdarúgók közé (2. számú lista) és még ugyanabban az évben sikerült elnyernie a harmadik helyet az „Az év labdarúgója Ukrajnában” kitüntető címért folyó versengésben. Ettől kezdve őt többször jelölték a nemzeti labdarúgó-válogatott csapatokba. Így, többek között lehetősége nyílt bemutatkozni a második szovjet csapat tagjaként a Magyarország nemzeti „B” labdarúgó-válogatottja elleni, nem hivatalos barátságos mérkőzésen, amelyre Budapesten, 1954. szeptember 26-án került sor és amelyen akkor a vendégcsapat győzött 3:0-ra. A Szovjet labdarúgó-bajnokság első osztályában összesen 108 hivatalos mérkőzésen vett részt és 4 gólt szerzett a Gyinamo Kijev játékosaként. A kijevi évei alatt ezüstérmes lett a szovjet bajnokságban és a csapat az ő hathatós részvételével, először a történelmében megszerezte a szovjet kupát. Az ukrán fővárosban töltött hét szezon elmúltával hazatért Ungvárra a Szpartakhoz, amelyben az aktív labdarúgást befejezte.

### Edzőként
Miután visszavonult a versenysporttól, elvégezte a Kijevi Testnevelési Főiskolát. 1956 júliusától kezdődően játékos-vezetőedzője lett az Szpartak Uzhgorod csapatnak, amelynek nevét később megváltoztatták Verhovina Uzhgorod-ra. Az 1969-1970. években irányította a Bukovina Csernovci labdarúgócsapatot, 1971 júniusáig pedig az Szpartak Ivano-Frankovszk együttesét. Ezt követően betöltötte a Kárpátaljai Megyei Sportbizottság labdarúgó vezetőedzői posztját, 1975-ben viszont újból irányította az Ungvári klub csapatát, amely elnevezése ezúttal Hoverla Uzhgorod-ra változott. Később az 1976-1978, illetve az 1983-1990 közötti években Csapon vezetőedzője volt az "Ungvári Szpartak" Sportegyesületnek, 1979-1982 között pedig Ilosván a helyi labdarúgóiskolában a gyermekek felkészítésével foglalkozott. Időközben az 1977-1983. és az 1991-1995. években betöltötte a Kárpátaljai Labdarúgó-szövetség elnöki posztját. Irányítása alatt az ungvári labdarúgócsapatokban több tucatnyi olyan, később híressé vált játékost készítettek fel, akik tovább öregbítették Kárpátalja hírnevét az országban és a világban, és akik a Kijevi Gyinamo-ban és más elit klubokban folytatták rendkívül eredményes pályafutásukat, nevezetesen: Szabó József, Turjancsik Vaszil, Havasi András, Dikovec János, Szekecs István, Reskó István, Medvigy Ferenc, Varga István, Pfajfer Tamás és mások.

## Sikerei, díjai
Ukrajna
- Ukrán Szpartakiád labdarúgó-bajnoksága
  - aranyérmes: 1945
- Ukrán labdarúgó-bajnokság
  - bajnok: 1946
- ’’Az év labdarúgója Ukrajnában’’
  - (3. hely): 1952

Szovjetunió
- Szovjet tartalékcsapatok bajnoksága
  - bajnok: 1949
- Szovjet bajnokság
  - 2.: 1952
- ’’Szovjet sportmesteri cím’’: 1952
- ’’33 legjobb szovjet labdarúgó listája’’
  - (2. számú lista): 1952
- Szovjet kupa
  - győztes: 1954
- Kitüntető cím ’’Szovjetunió érdemes sportmestere’’: 1955

## Fordítás
- Ez a szócikk részben vagy egészben  a   Mychajło Mychałyna című lengyel Wikipédia-szócikk ezen változatának fordításán alapul.  Az eredeti cikk szerkesztőit annak laptörténete sorolja fel. Ez a jelzés csupán a megfogalmazás eredetét és a szerzői jogokat jelzi, nem szolgál a cikkben szereplő információk forrásmegjelöléseként.